# Манинкиярви
Манинкиярви — пресноводное озеро на территории Кестеньгского сельского поселения Лоухского района Республики Карелии.

## Общие сведения
Площадь озера — 3,9 км², площадь водосборного бассейна — 27,7 км². Располагается на высоте 201,7 метров над уровнем моря.
Форма озера треугольная. Берега изрезанные, каменисто-песчаные, преимущественно возвышенные, местами заболоченные.
Из восточного залива Манинкиярви берёт начало река Манинка, впадающая в Пяозеро.
В Манинкиярви впадают протоки из двух водораздельных озёр:
- с северной стороны из Ихиярви (из него также происходит сток в реку Корпийоки, впадающую в реку Пончу[7];
- с южной стороны из Логиярви (из него также происходит сток в озеро Катошлампи, из которого через озеро Тухкальское воды также попадают в реку Корпийоки и далее — в Пончу[7].

В Манинкиярви расположено не менее семи небольших безымянных островов, рассредоточенных у западного и восточного берегов водоёма.
На южном берегу находится нежилая деревня Аккола, к которой подходит старая лесная дорога.
Населённые пункты вблизи водоёма отсутствуют.
Код объекта в государственном водном реестре — 02020000411102000000490.